# Rico Bogen
Rico Bogen (2000) es un deportista alemán que compite en triatlón.
Ganó una medalla de bronce en el Campeonato Europeo de Triatlón de Media Distancia de 2022. Además, obtuvo una medalla de oro en el Campeonato Mundial de Ironman 70.3 de 2023.

## Palmarés internacional
| Campeonato Europeo | Campeonato Europeo | Campeonato Europeo | Campeonato Europeo |
| Año                | Lugar              | Medalla            | Prueba             |
| ------------------ | ------------------ | ------------------ | ------------------ |
| 2022               | Bilbao (España)    | Medalla de bronce  | Individual         |

| Campeonato Mundial | Campeonato Mundial | Campeonato Mundial | Campeonato Mundial |
| Año                | Lugar              | Medalla            | Prueba             |
| ------------------ | ------------------ | ------------------ | ------------------ |
| 2023               | Lahti (Finlandia)  | Medalla de oro     | Individual         |